# 恋愛戯曲
『恋愛戯曲』（れんあいぎきょく）は、鴻上尚史の舞台および日本映画。

## 概要
劇作家、鴻上尚史による舞台劇。5人だけで演じられる少人数対応の戯曲であり、現実世界、劇中劇、更に劇中劇の中の劇中劇と3つの階層で構成されるメタフィクション演劇となっている。
KOKAMI@network第3弾として初演。改訂され第8弾として再演もされ、また他の劇団や演劇サークルなどでも公演されている。第8弾は2006年8月1日にDVD発売。
2010年には『恋愛戯曲 〜私と恋におちてください。〜』の題名で鴻上尚史自身により映画化されている。

## ストーリー
全盛期には恋愛ドラマの女王といわれた脚本家・谷山真由美だが、ドラマの脚本を依頼されたものの1行も書けず、若手のプロデューサー・向井正也に自分と恋愛してくれれば脚本が書けると強制恋愛を迫る。マネージャーの寺田のペースに巻き込まれ了承するも進行のない2人の前に、郵便局を襲撃したという2人組が乱入し自分たちも登場人物として登場させることを要求。しかし向井が来たことも強盗が現れたこともある人物の思惑があった。

## 登場人物

### 第1階層（現実の世界）の登場人物
谷山真由美
崖っぷちの人気脚本家。
向井正也
新人プロデューサー。

### 第2階層（劇中劇）の登場人物
吉澤良子
谷山真由美の脚本に登場する、地味で控えめな主婦。
長谷川健一
谷山真由美の脚本に登場する、敏腕プロデューサー。

### 第3階層（劇中劇の劇中劇）の登場人物
女流作家・吉澤
劇中劇の吉澤良子の脚本に登場する、ゴージャスな女流作家。
プロデューサー
劇中劇の吉澤良子の脚本に登場するプロデューサー。

### サブキャラクター（演劇）
寺田俊司
谷山真由美のマネージャー。
杉村仁
郵便局を襲撃したという強盗。
泉川京子
郵便局を襲撃したという強盗。

### サブキャラクター（映画）
柳原恭一郎
関東テレビ・編成部。
中村俊正
ピュアハート化粧品宣伝部長。
矢島昭子
関東テレビ・編成部長。
蒲生利夫
関東テレビ・営業部長。
中川康博
関東テレビ・製作局ドラマ部長。
姫岡政雄
謎の男。
加藤ミチコ
新人脚本家。

## 演劇

### KOKAMI@network vol.3

#### 出演
- 谷山真由美 - 永作博美
- 向井正也 - 筒井道隆
- 寺田俊司 - 大森博
- 杉村仁 - 高山広
- 泉川京子 - 旗島伸子

#### スタッフ
- 作・演出 - 鴻上尚史
- 美術 - 松井るみ
- 照明 - 坂本明浩
- 音響 - 堀江潤
- 舞台監督 - 飯田貴幸
- 衣装プランナー - 細屋悟史
- 演出助手 - 黒川竹春
- 特効 - （株）特効　鈴木俊光
- 宣伝美術 - 鈴木成一
- 制作 - 中島隆裕、ほか
- 企画・製作 - サードステージ

#### 公演
- 東京公演 新宿・紀伊國屋ホール 2001年1月30日-2月25日
- 福岡公演 大野城まどかぴあ 2001年3月2日-3月3日
- 大阪公演 上本町・近鉄劇場 2001年3月8日-3月11日

### KOKAMI@network vol.8
- 谷山真由美 - 牧瀬里穂
- 向井正也 - 渡部建（アンジャッシュ）
- 杉村仁 - 斉藤慶太
- 泉川京子 - 大和田美帆
- 寺田俊司 - 安原義人

#### スタッフ
- 作・演出 - 鴻上尚史
- 企画・製作 - サードステージ

#### 公演
- 東京公演 池袋サンシャイン劇場 2006年5月30日-6月11日
- 大阪公演 大阪厚生年金会館芸術ホール 2006年6月16日-17日
- 北海道公演 釧路生涯学習センター、幕別百年記念ホール、深川文化交流ホール、あさひサンライズホール、札幌教育文化会館 2006年6月21日-30日

### その他の劇団公演

#### ネルケプランニング
長谷部優初舞台作品。新宿・SPACE107で:2009年2月18日から26日まで公演。2009年6月24日にはDVDが発売されている。
出演
- 谷山真由美 - 長谷部優
- 向井正也 - 石田明（NON STYLE）
- 杉村仁 - 黒川薫
- 泉川京子 - 黒木マリナ
- 寺田俊司 - 八十田勇一

スタッフ
- 演出 - 芽野イサム
- 制作 - ネルケプランニング
- 主催 - LDH

## 書籍
白水社より2001年に発売。2006年には新版が発売されている。
- ISBN 978-4560035382
- 新版 ISBN 978-4560026953

## 映画
『恋愛戯曲 〜私と恋におちてください。〜』は鴻上尚史自身が一番映像にしたかったと脚本、監督を担当して映画化されたラブコメディ映画。主演は『ヤッターマン』の深田恭子と『アウトレイジ』の椎名桔平。深田恭子と椎名桔平は3役を演じ分けている。
2010年8月26日に東京大神宮でヒット祈願イベントを実施。動画配信サービス『シネマチャンネル』では9月17日より5日間限定でオンライン試写会を配信。9月20日には婚活パーティーも兼ねた試写会『映画de恋活』も実施。

### あらすじ
スペシャルドラマの脚本ができて来ない。もともと遅筆の谷山真由美がスランプなのだ。緊急対策会議が開かれ、ドラマ部長・中川は担当を変え、向井を起用する。カンヅメにしているホテルを訪ね、「シナリオを書いてもらうためなら、なんでもしますから」と宣言する向井に谷山は「じゃあ、私と恋に落ちて。私は恋をしないと書けないの」。
予定の人気女流作家の華麗な恋物語ではなく、生活に疲れた主婦が主人公なので書き直しを求めると、谷山が「あたしを誰だと思ってるのよ！」と逆ギレ。スポンサーと視聴者を気にした向井は無難なラブストーリーを提案するが、再び谷山に怒鳴られる。編成部長の先島は谷山が恋に落ちることを見越して、二枚目で口も上手い柳原を送り込み、「作家は鮮度」といって新人脚本家も用意。営業局長・蒲生もスポンサーの宣伝部長・中村からプレッシャーをかけられる。思惑が錯綜する中、「怯える女王」にも残り一日、編成も営業も見限る。週刊誌は「谷山は終わりか」と書き立てる。向井だけが信じてくれると気づき、未完成で諦めかけた原稿を中村に見せ、一日猶予され完成。
向井がかつて敏腕プロデューサーだったことを中川が知っての起用だった。また担当してという谷山に向井は…。

### 映画キャスト
- 谷山真由美 - 深田恭子
- 向井正也 - 椎名桔平
- 柳原恭一郎 - 塚本高史
- 安西義人 - 大林丈史
- 田淵プロデューサー - ムロツヨシ
- 姫岡政雄 - 鈴木一真
- 加藤ミチコ - 佐藤千亜妃
- 矢島昭子 - 清水美沙
- 蒲生利夫 - 西村雅彦
- 中川康博 - 井上順
- 中村俊正 - 中村雅俊（友情出演）

### 映画スタッフ
- 監督・脚本・原作 - 鴻上尚史（白水社刊）
- プロデュース - 春名慶
- プロデューサー - 田口聖、中村陽介
- 撮影 - 藤井良久
- 美術 - 仲前智治
- 音楽 - 上田禎
- 配給 - ショウゲート
- 製作 - 「恋愛戯曲」製作委員会（博報堂DYメディアパートナーズ、キングレコード、Entertainment Farm、POOL inc.、ソニー・ミュージックエンタテインメント、第一製販、アートプリント、ショウゲート）

### 映画主題歌
- Ram Wire「秘密」
  - Ram Wire（ラムワイヤー）の1stDL楽曲。PVでは映画スピンオフ的恋愛ドラマとなっており、深田恭子も出演。